# Merkys

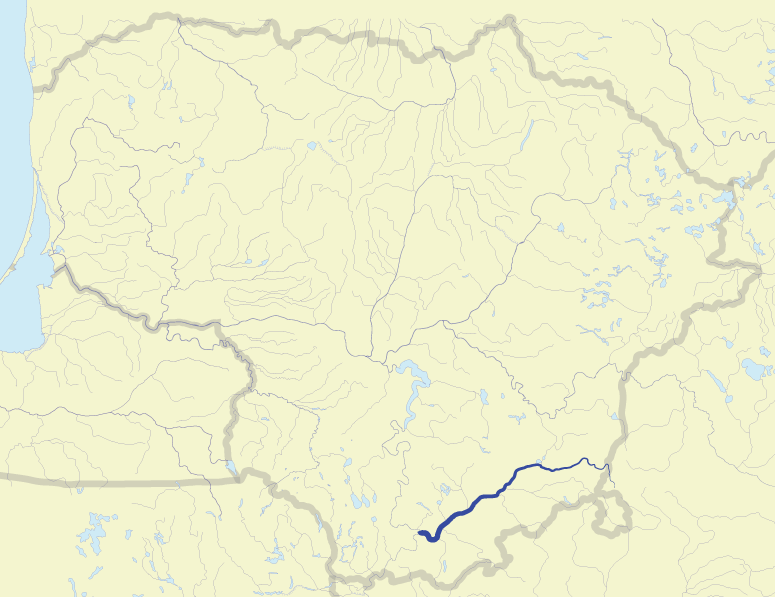
mapka toku řeky

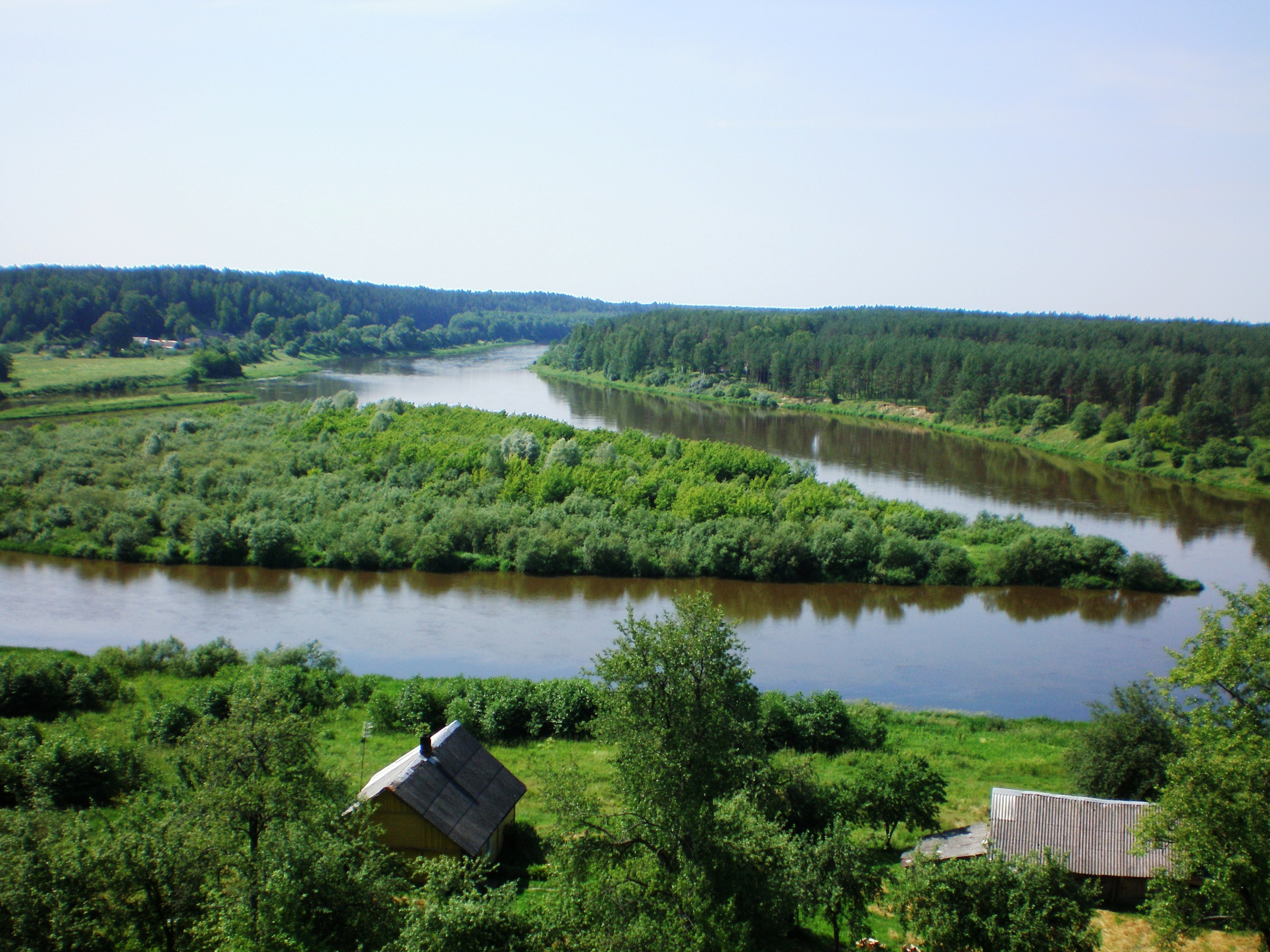
Soutok řek: vpravo Němen, vlevo Merkys

Merkys (bělorusky Мяркіс nebo Мерычанка (Мярчанка)) je řeka na jihu Litvy (Alytuský, Vilniuský kraj) s prameny v Bělorusku (Hrodenská oblast). Je dlouhá 203 km, z toho v Litvě 190 km. Povodí má rozlohu 4415,7 km².

## Průběh toku
Pramení na Ašmjanské vysočině, 2 km na jih od vsi Michališki (bělorusky Міхалішкі). Na horním i dolním toku je členitá. 37 km jeho toku protéká na území Dzukijského národního parku. Je to pravý přítok Němenu. Teče zpočátku na severoseverozápad, u vsi Paūdronys tvoří v krátkém úseku (necelé 2 km) státní hranici mezi Běloruskem a Litvou, potom se nakrátko vrací na území Běloruska a u Litevského města Tabariškės se stáčí na západ, protíná hranici a dále teče na území Litvy. Protéká obcemi (nebo v jejich těsné blízkosti) Turgeliai, Merkinė (ves), Jašiūnai, Rūdninkai, Baltoji Vokė, Dargužiai, Valkininkai, Senoji Varėna (Varėna), Perloja a u města Merkinė se vlévá do Němenu.

## Přítoky
- Levé:

| Hydrologické pořadí | Řeka                     | Délka (km) | Povodí (km²) | Vzdálenost od ústí (km) | Ústí kde    | Koordináty ústí |
| ------------------- | ------------------------ | ---------- | ------------ | ----------------------- | ----------- | --------------- |
| 11010030            | Verža                    | 10,3       | 39,7         | 177,9                   |             |                 |
| 11010050            | M - 13                   | 5,1        | 10,4         | 166,9                   |             |                 |
| 11010060            | M - 11                   | 3,1        | 13,5         | 159,0                   |             |                 |
| 11010070            | M - 9                    | 3,1        | 9,2          | 141,9                   |             |                 |
| 11010080            | M - 7                    | 3,9        | 8,3          | 138,1                   |             |                 |
| 11010090            | Mažoji Upėsė             | 3,0        | 4,2          | 131,1                   |             |                 |
| 11010100            | Upėsė                    | 5,6        | 17,9         | 130,8                   |             |                 |
| 11010120            | Neprudka                 | 3,5        | 14,9         | 113,5                   |             |                 |
| 11010130            | Piguičius neboli Špigulė | 6,6        | 23,1         | 111,6                   |             |                 |
| 11010160            | Mažasis Pirčiupis        | 9,1        | 24,0         | 102,3                   |             |                 |
| 11010170            | Didysis Pirčiupis        | 7,3        | 19,5         | 100,4                   |             |                 |
| 11010190            | Raudonėlė                | 6,2        | 22,2         | 97,2                    |             |                 |
| 11010220            | Šalčia                   | 75,8       | 748,9        | 87,8                    | Valkininkai |                 |
| 11010320            | Verseka                  | 47,6       | 384,4        | 97,2                    |             |                 |
| 11010360            | M - 5                    | 3,6        | 4,0          | 72,9                    |             |                 |
| 11010370            | M - 3                    | 5,6        | 5,3          | 72,7                    |             |                 |
| 11010380            | Duobupis                 | 18,0       | 53,4         | 65,1                    |             |                 |
| 11010410            | Beržupis                 | 6,2        | 17,8         | 48,0                    |             |                 |
| 11010470            | Derežnyčia               | 11,1       | 43,0         | 40,1                    |             |                 |
| 11010510            | Derežna                  | 13,4       | 32,9         | 31,9                    |             |                 |
| 11010540            | Lavysa                   | 4,2        | 51,4         | 24,4                    |             |                 |
| 11010550            | Ūla                      | 84,4       | 752,9        | 24,4                    |             |                 |
| 11010620            | Grūda                    | 36,2       | 248,4        | 14,5                    |             |                 |
| 11010630            | Skroblus                 | 17,3       | 76,1         | 11,2                    |             |                 |
| 11010640            | Janoniškė                | 6,0        | 14,8         | 9,0                     |             |                 |

- Pravé:

| Hydrologické pořadí | Řeka                                        | Délka (km) | Povodí (km²) | Vzdálenost od ústí (km) | Ústí kde                     | Koordináty ústí |
| ------------------- | ------------------------------------------- | ---------- | ------------ | ----------------------- | ---------------------------- | --------------- |
| 11010010            | M - 8                                       | 5,8        | 36,5         | 194,7                   |                              |                 |
| 11010020            | Bienė                                       | 10,4       | 37,7         | 185,2                   |                              |                 |
| 11010040            | Mažoji Kena                                 | 10,4       | 50,8         | 170,8                   |                              |                 |
| 11010110            | M - 6                                       | 5,9        | 13,2         | 122,2                   |                              |                 |
| 12020001            | kanál Papisu (spojuje s řekou Vokė)         | 1,9        | 10,6         | ~118,5                  | Baltoji Vokė                 |                 |
| 11010140            | Lukna                                       | 28,9       | 184,9        | 109,0                   |                              |                 |
| 11010150            | Cirvija                                     | 14,6       | 81,2         | 105,8                   |                              |                 |
| 11010180            | Graužupis                                   | 10,1       | 52,9         | 94,6                    |                              |                 |
| 11010200            | Geluža                                      | 14,4       | 55,9         | 89,1                    |                              |                 |
| 11010290            | Spengla                                     | 25,9       | 148,3        | 81,8                    |                              |                 |
| 11010390            | Duobupis                                    | 11,1       | 33,0         | 62,4                    |                              |                 |
| 11010400            | Vykščiaus upelis                            | 2,8        | 6,4          | 56,2                    |                              |                 |
| 11010420            | Varėnė                                      | 47,7       | 410,8        | 38,5                    | Senoji Varėna (Stará Varėna) |                 |
| 11010480            | M - 4                                       | 1,5        | 7,1          | 39,9                    |                              |                 |
| 11010490            | Vardaunia                                   | 5,0        | 35,5         | 38,5                    |                              |                 |
| 11010500            | Šačia                                       | 3,5        | 5,8          | 36,4                    |                              |                 |
| 11010210            | Mildupis                                    | 2,6        | 14,4         | 34,3                    |                              |                 |
| 11010520            | Amarnia neboli Nedingė, Nedzingė, Nedzingis | 15,1       | 144,0        | 30,3                    |                              |                 |
| 11010610            | M - 2                                       | 2,6        | 10,9         | 19,7                    |                              |                 |

## Vodní režim
Zdroj vody je převážně podzemní. Nejvyšší průtoky jsou od března do května. Průměrný průtok ve vzdálenosti 14 km od ústí je 35,2 m³/s a maximální 498 m³/s. Průměrný spád je 67 cm/km, na dolním toku je spád ještě větší než průměrný a proto v peřejích dosahuje rychlosti toku 2 m/s. Led je na řece od prosince do března. Je nestálý a vydrží maximálně měsíc a půl.

## Fauna, čistota
Podle údajů z roku 2006 je řeka Merkys jedna z nejčistších řek v Litvě (I. třída čistoty) a z nejrozmanitějších co do biologického osídlení. Mezi ním je třeba jmenovat především:
- Pstruh obecný potoční Salmo trutta fario
- Lipan podhorní Thymallus thymallus (dzūkijským dialektem Taparas)

Dříve se v povodí Merkysu vytíralo až 40% všech litevských lososů (Salmo salar) a pstruhů (Salmo trutta trutta), dále:
- Podoustev říční Vimba vimba dokonce i
- Jeseter velký Acipenser sturio

Nyní v řece převládají lipani a kaprovité ryby lipanového pásma:
- Střevle potoční Phoxinus phoxinus
- Jelec jesen Leuciscus idus
- Jelec tloušť Leuciscus cephalus
- Ouklejka pruhovaná Alburnoides bipunctatus, dále:
- Hrouzek obecný Gobio gobio
- Okoun říční Perca fluviatilis

## Využití
Řeka je sjízdná pro vodáky.